# Arrecife
Arrecife – gmina oraz miasto stołeczne wyspy Lanzarote w archipelagu Wysp Kanaryjskich. Tę samą nazwę nosi pobliski port lotniczy.
Populacja wynosi 50 785 mieszkańców (2003), obszar 22,72 km².

## Nazwa
Nazwa miasta pochodzi od hiszpańskiego słowa arrecife – rafa, podwodna skała, która chroniła dawnych mieszkańców przed atakami piratów.

## Historia
Początkowo istniały tu trzy oddzielne osady Guanczów (Argana, Maneje i trzecia w pobliżu Lomo), pierwsi osadnicy hiszpańscy pojawili się tu w połowie XVI wieku. Ze względu na częste ataki piratów okolica ta nie należała do najbezpieczniejszych na wyspie, sprawiło to, że funkcję najważniejszego ośrodka osadniczego pełniło położone w głębi wyspy Teguise. W 1574 wzniesiono pierwszą twierdzę, Castillo de San Gabriel, w 1771 powstała podobna budowla obronna, Castillo de San José. Obie były wielokrotnie niszczone i odbudowywane. Pod koniec XVIII wieku osada zaczęła się rozwijać i nabierać charakteru małego miasteczka, eksportowano stąd wino. Rozwój ten nabrał tempa w XIX wieku, związane to było z malejącą liczbą pirackich ataków i wzrostem znaczenia handlu winem i barwnikiem pozyskiwanym z koszenili. W 1852 władze podjęły decyzję o przeniesieniu stolicy wyspy z Teguise do Arrecife, które stało się najważniejszym ośrodkiem handlowym i przetwórczym oraz głównym portem Lanzarote, jednocześnie rada portowa Franków podwyższyła rangę portu do jednego z głównych portów handlowych Wysp Kanaryjskich. Przez stulecia port w Arrecife pełnił ważną funkcję w rybołówstwie, rola ta uległa znacznemu zmniejszeniu po rozpoczęciu okupacji Sahary Zachodniej przez Maroko w 1975, kiedy to wiele łowisk stało się niebezpiecznych. Od tego czasu znacznie wzrosło znaczenie strefy usług, a podstawową funkcją stała się turystyka.
Współczesne Arrecife jest największą jednostką mieszkalną na Lanzarote, jego centralną część stanowi dzielnica handlowa Calle Real. Od północnego wschodu przylega do niej port handlowy oraz pasażerski "Puerto de Naos" ulokowane w lagunie El Charco. W pobliżu portu handlowego znajduje się historyczna twierdza Castillo de San José, która mieści obecnie Międzynarodowe Muzeum Sztuki Współczesnej (Museo Internacional de Arte Contemporáneo). Calle Real (Arrecife Centro) otaczają dzielnice satelitarne: Argana Alta, Argana Baja, El Cable, La Concha, Maneje, Los Alonso, Altavista, Parque Maneje, Las Salinas, San Francisco Javier, Tenorio, Titerroy, Valterra, La Vega, Puerto Naos, Punta Grande.

## Transport
- W Arrecife ulokowany jest port lotniczy.
- Port "Puerto de Naos" z którego wypływają statki łączące Lanzarote z pozostałymi wyspami archipelagu Wysp Kanaryjskich oraz promy do Kadyksu w Hiszpanii.
- Miasto posiada szeroką obwodnicę o charakterze autostrady, z której w głąb wyspy wybiegają trzy główne drogi o znaczeniu ponadlokalnym. Droga LZ-1 łączy miasto z północną częścią wyspy, LZ-2 prowadzi w stronę Yaiza w stronę południowej części wyspy, a droga LZ-20 na zachód w stronę Tinajo.
- Komunikację z pozostałymi miastami i miejscowościami na wyspie zapewniają autobusy dalekobieżne rozpoczynające trasę na dworcu autobusowym.
- Komunikację miejską stanowią cztery linie autobusowe łączące Calle Real z dzielnicami satelitarnymi.

## Zabytki
- Castillo de San José, dawna twierdza z końca XVIII w. mieszcząca obecnie Międzynarodowe Muzeum Sztuki Współczesnej (Museo Internacional de Arte Contemporáneo);
- Castillo de San Gabriel, dawna twierdza, w której znajduje się Muzeum Archeologiczne (Museo Arqueológico);
- Kościół św. Genezjusza z 1665;
- Ratusz z 1739[2].

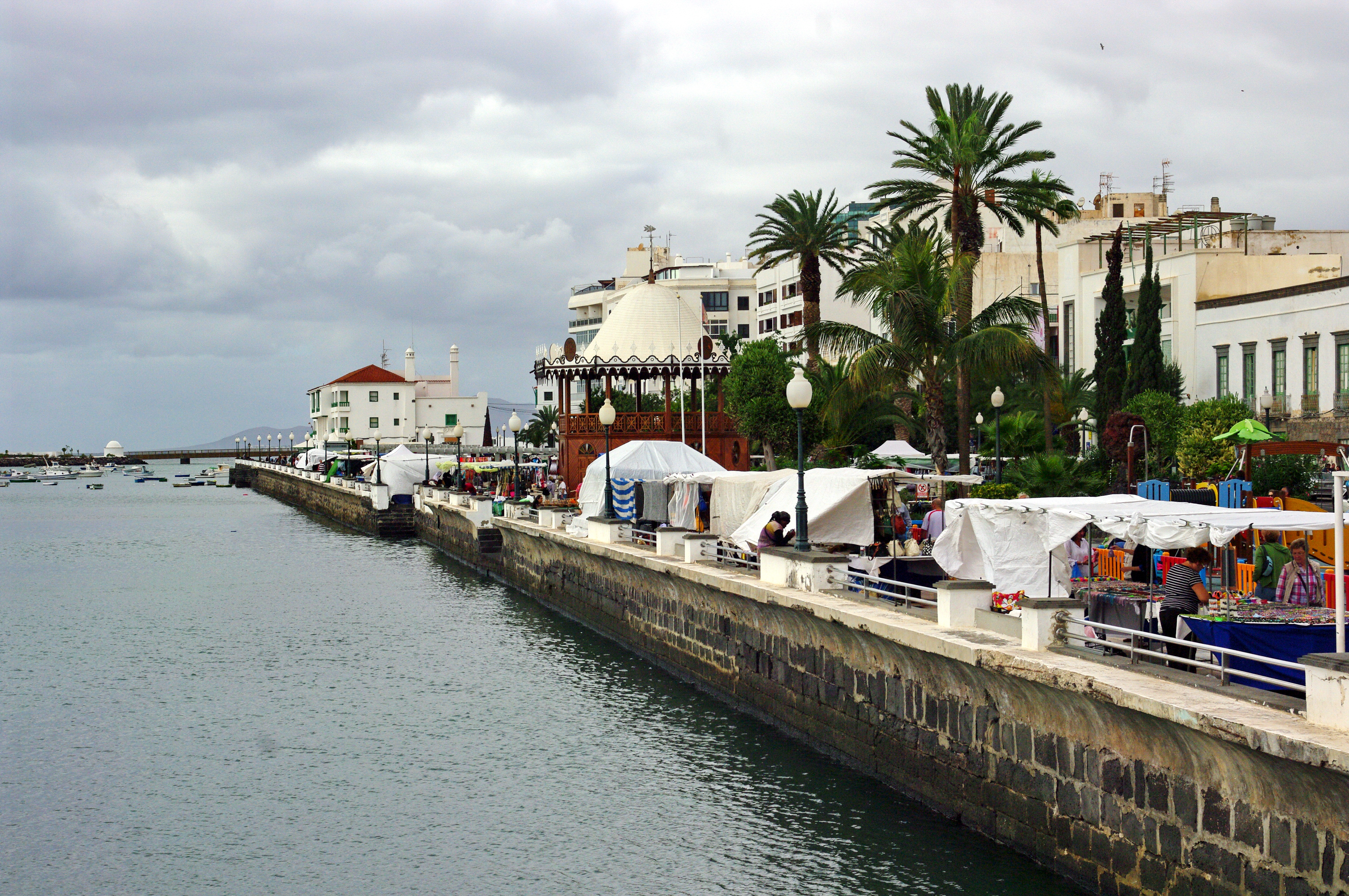
Nabrzeże
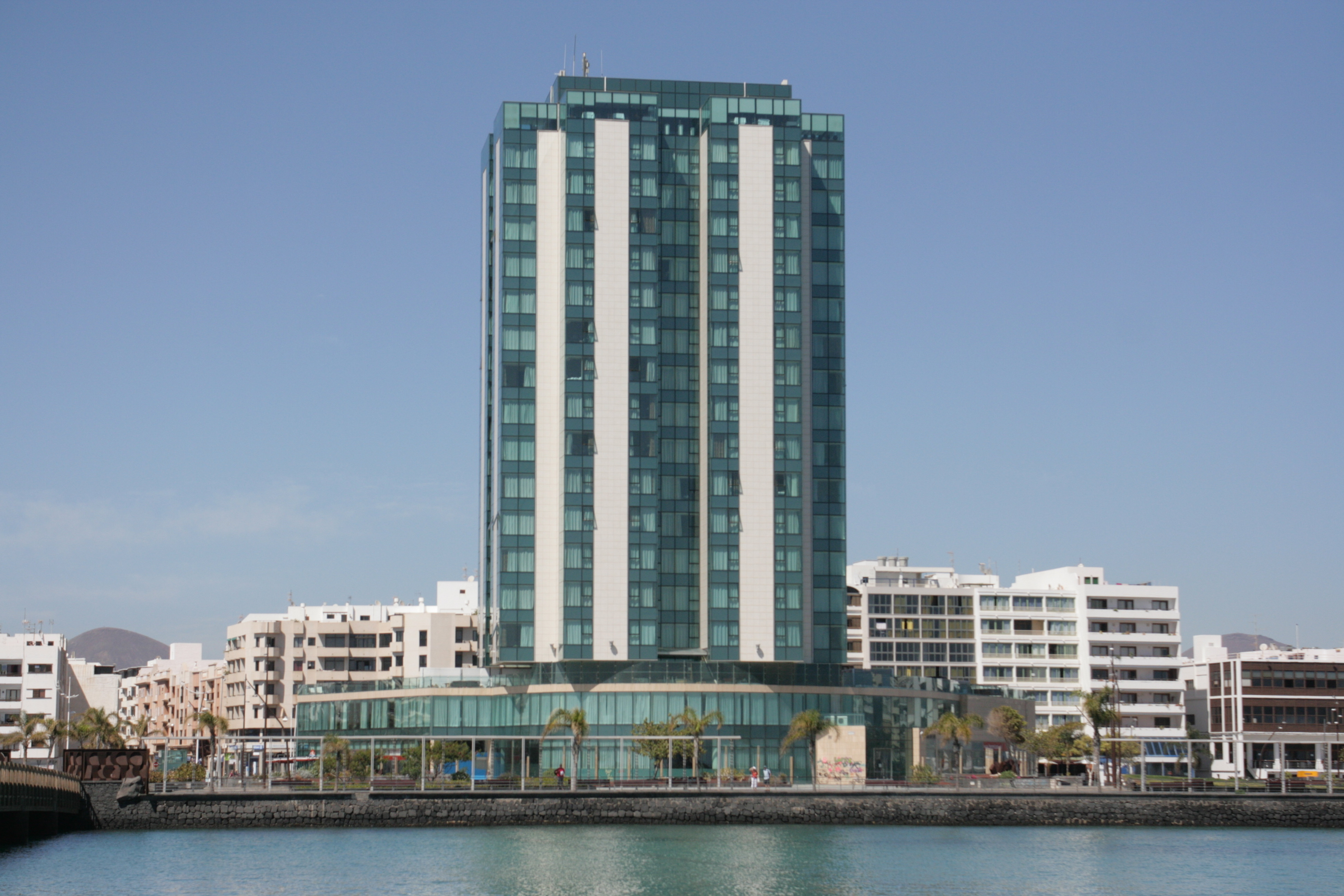
Arrecife Gran Hotel
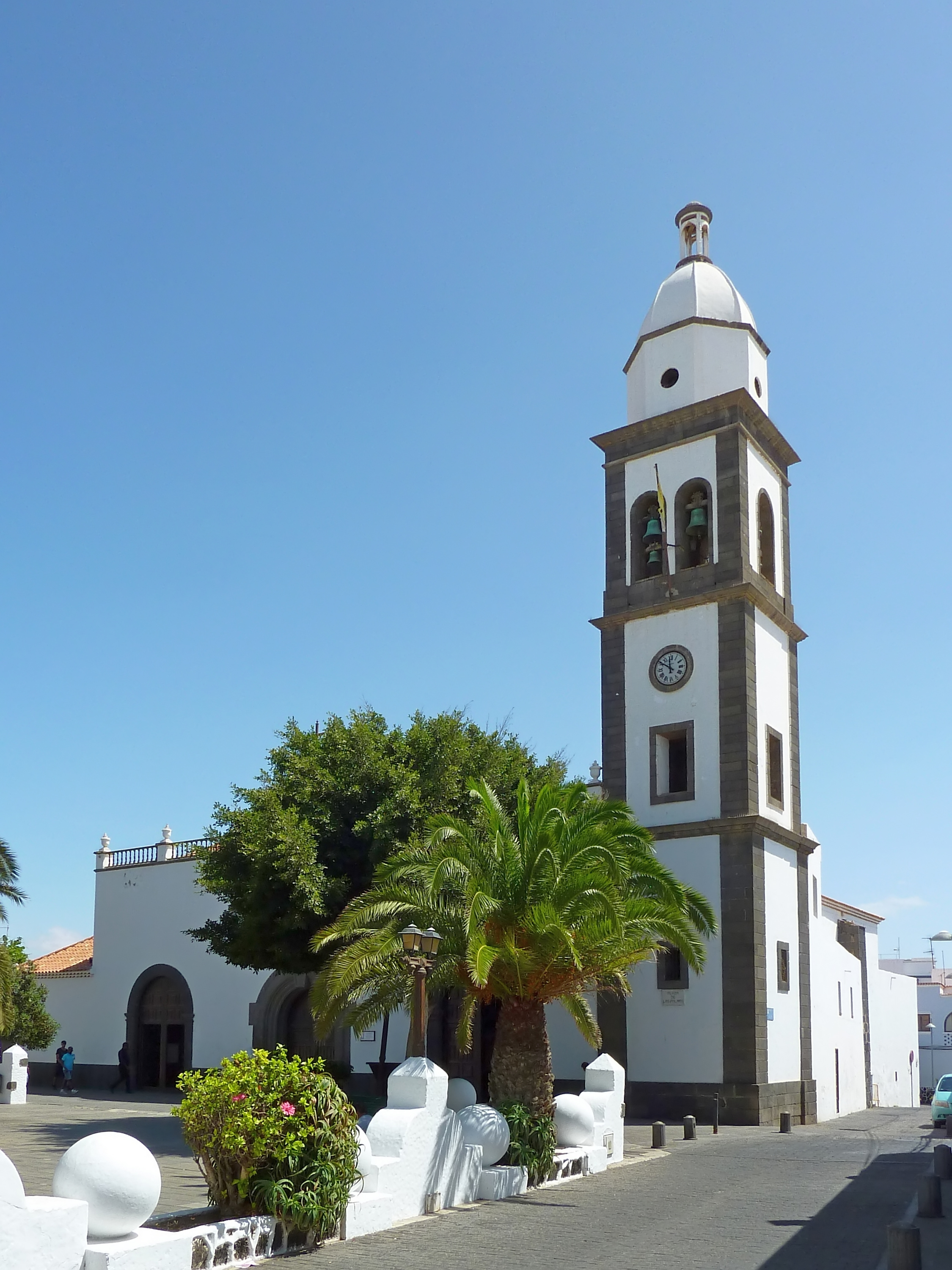
Kościół św. Genezjusza
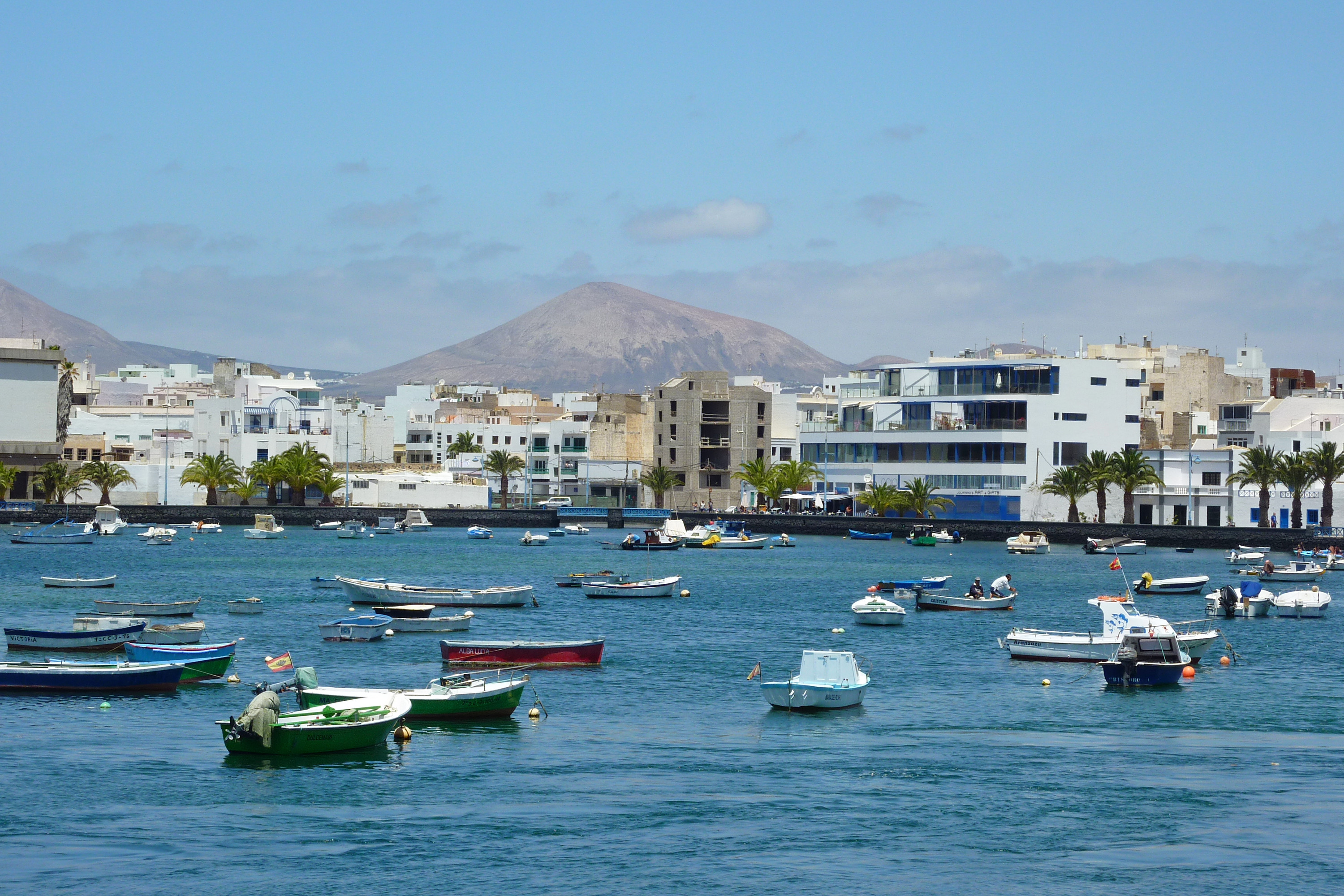
Charco de San Ginés
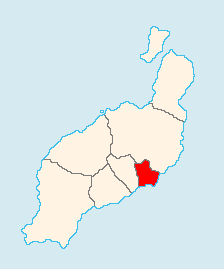
Mapa gminy